# Parque Natural Kukawi

El Parque Natural Kukawi es un Parque Temático ubicado en Cantón Bolívar (Carchi), Ecuador. Se encuentra a 3 minutos del parque de la Megafauna y a solo una hora de la frontera con Colombia.

## Historia
El parque nació tras la pandemia del COVID19, como una evolución de la fábrica de frutas deshidratadas Kukawi, una empresa familiar con más de 25 años de trayectoria en la Agroindustria ecuatoriana. Originalmente, los visitantes llegaban al sitio para adquirir frutas procesadas. Con el tiempo, se implementaron juegos para entretenerlos, lo cual dio paso a la creación de un parque temático con un enfoque educativo, lúdico y natural.

## Atracciones
El Parque Natural Kukawi cuenta con seis componentes principales:
- Más de 50 juegos de motricidad distribuidos al aire libre, pensados para fomentar la actividad física, el juego en familia y la conexión con la naturaleza.
- Zona Mágica, que incluye:
  - Una Sala de Espejos Infinitos
  - Una réplica interactiva de New York en Miniatura
- 2 Escape Rooms temáticos:
  - El Veneno de la Bruja: ambientado como la casa de una bruja medieval europea.
  - Operación Engranaje: con maquinaria real de procesamiento de alimentos.
- Restaurante internacional, con una propuesta gastronómica diversa para todo tipo de público.
- Fábrica y Punto de Venta de frutas deshidratadas, abierta al público como atractivo adicional.
- Charlas educativas dirigidas a escuelas, colegios y universidades, centradas en temas como deshidratación de frutas, higiene alimentaria, producción de granola, y emprendimiento agroindustrial.[3]

## Enfoque educativo
El parque combina entretenimiento con educación a través de giras de observación, con sesiones adaptadas a distintos niveles (niños, adolescentes y universitarios). Estas charlas no tienen costo adicional al de la entrada y utilizan maquinaria y procesos reales como material didáctico. 

## Accesibilidad
El parque abre de miércoles a domingo de 10h00 a 18h00. El tiempo promedio de visita es de 3 a 4 horas.